# جيه كرييتر
جيه كرييتر (بالإنجليزية: JCreator)‏ هو بيئة تطوير متكاملة بلغة جافا من شركة زينوكس. وتشبف واجهته مايكروسوفت فيجوال ستوديو.